# Platysoma parallelum
Platysoma parallelum är en skalbaggsart som först beskrevs av Thomas Say 1825.  Platysoma parallelum ingår i släktet Platysoma och familjen stumpbaggar. Inga underarter finns listade i Catalogue of Life.